# Бедро (анатомия)
Вижте пояснителната страница за други значения на Бедро.
Бедрото (на латински: femur) е част от долния крайник, което се разполага в областта между таза и коляното.

## Структура
В него се намира само една кост – бедрената кост, чието движение (свиване, завъртане и привеждане) се контролира от няколко групи мускули на бедрото. На предната повърхност на бедрото е разположен четириглавият бедрен мускул (Musculus quadriceps femoris), включващ правия, широкия страничен, широкия вътрешен и широкия междинен бедрен мускул. На задната страна на бедрото се намират двуглавия бедрен мускул и няколко други сгъвачи на бедрото.